# 陶氏桥莺
陶氏桥莺（2003年1月25日—），越南女子足球运动员，司职守门员，目前效力于河内I女子足球俱乐部和越南国家女子足球队。她曾代表越南参加2023年国际足联女子世界杯。